# Johann Georg Pinsel
Johann Georg Pinsel, Jan Jerzy Pinzel lub Jan Jerzy Pinsel, niem. Johann Georg Pinsel (zm. pomiędzy 1761 a 1762) – rzeźbiarz i snycerz pochodzenia niemieckiego lub czeskiego (brzmienie nazwiska wskazuje na niemiecki obszar językowy), jeden z najwybitniejszych rzeźbiarzy działających w Rzeczypospolitej w okresie rokoka. 
Jako twórca jest nieco zagadkową postacią. Niewiele jest materiałów archiwalnych na jego temat. Na podstawie niewielu istniejących śladów historykom udało się w przybliżeniu odtworzyć jego drogę artystyczną. Zniszczenie znacznej części jego dorobku w okresie władzy sowieckiej utrudnia pełną ocenę jego sztuki.
Spośród rzeźbiarzy pierwszej połowy XVIII w. najbliżsi mu byli Matthias Bernhard Braun z Pragi i Ignac Rohrbach z Chrudima, a wśród współczesnego mu pokolenia - przedstawiciele bawarskiej szkoły rzeźby rokokowej z Ignatzem Güntherem na czele. 

## Życie i twórczość

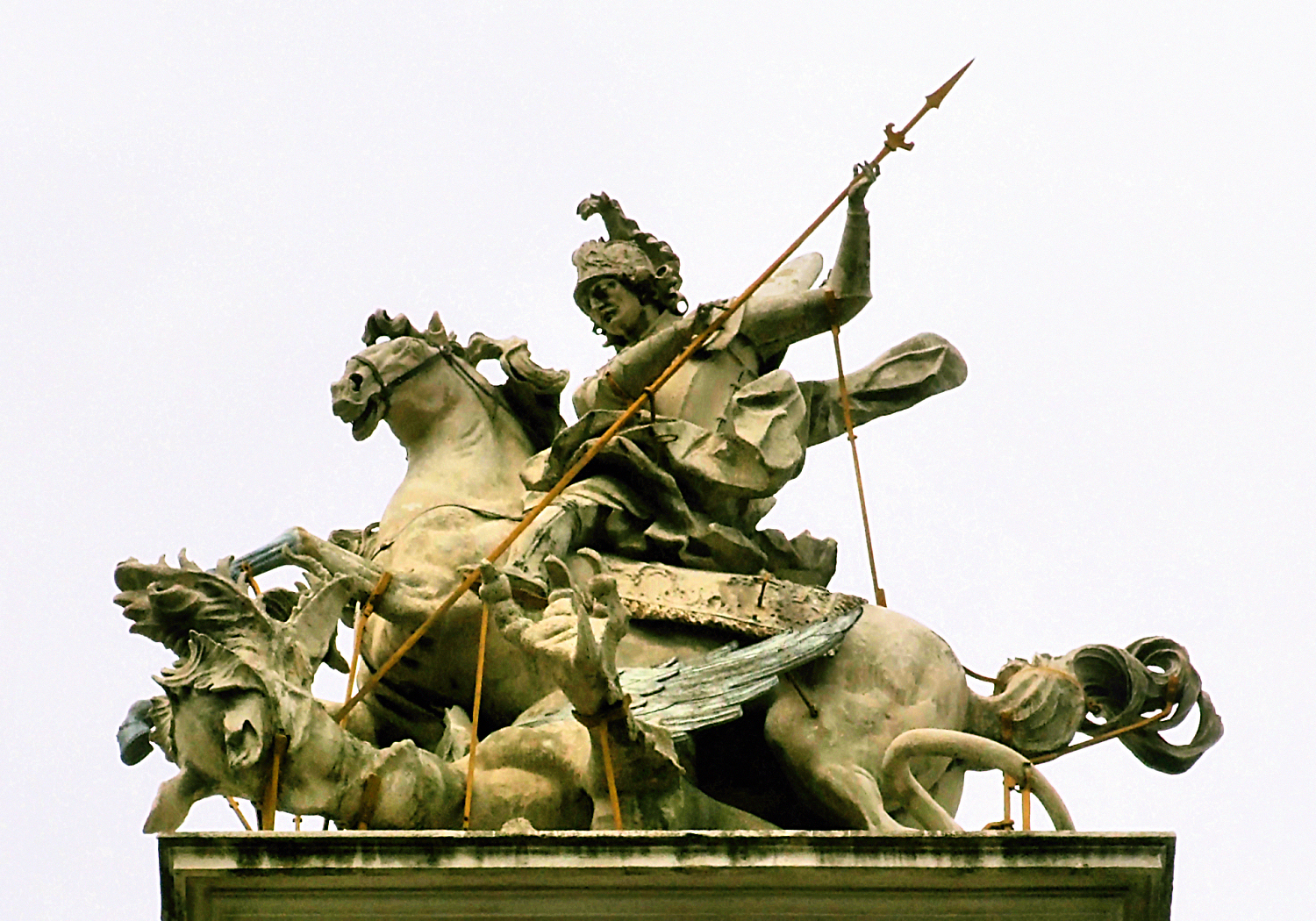
Rzeźba św. Jerzego z soboru św. Jura we Lwowie

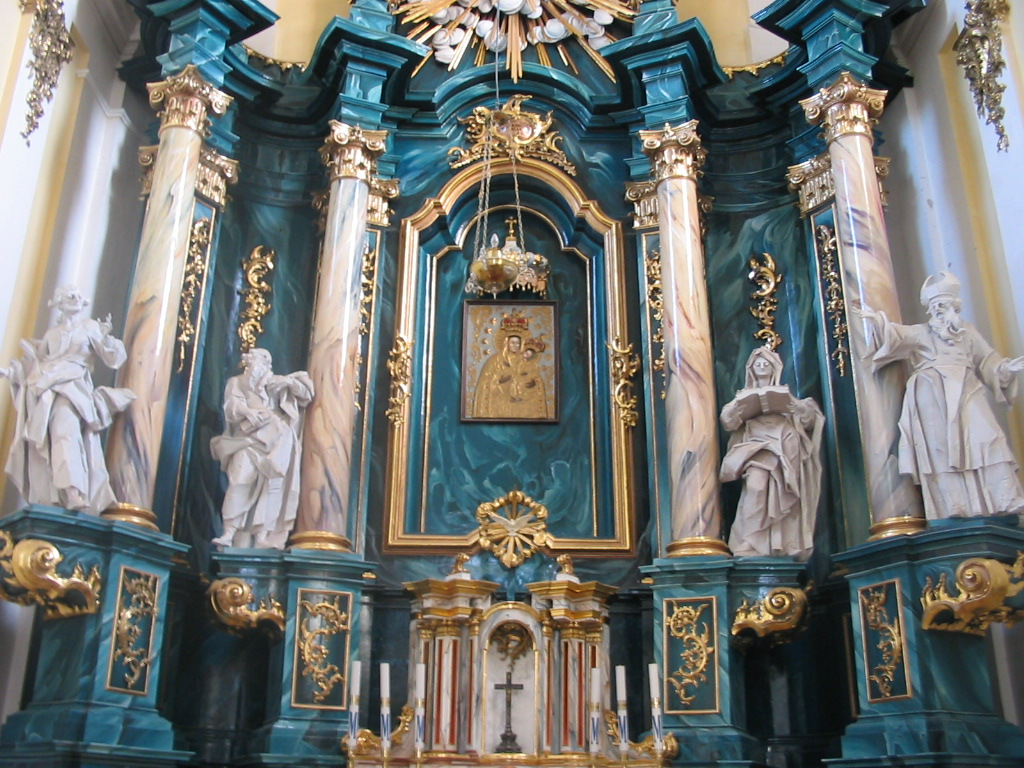
Rzeźby ołtarza głównego w kościele Wniebowzięcia NMP w Buczaczu

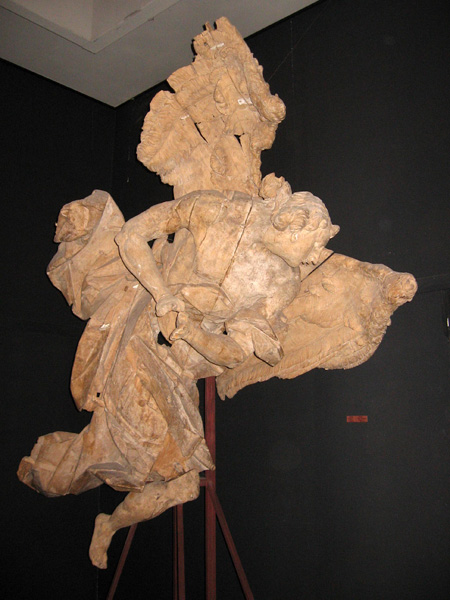
Anioł z muzeum Pinzla we Lwowie

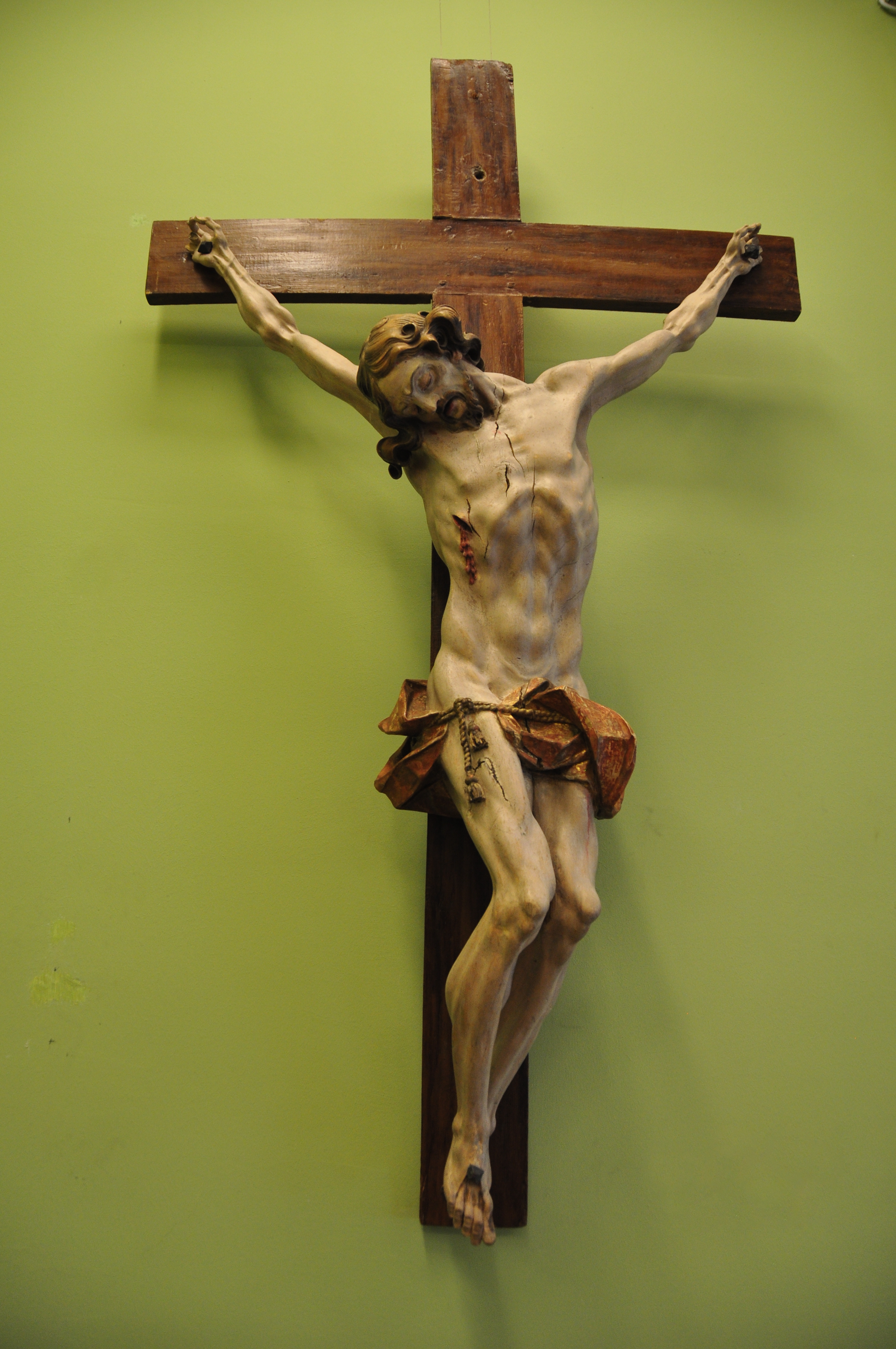
Ukrzyżowanie. Około 1755-1760

Brzmienie nazwiska Pinsla wskazuje na niemiecki obszar językowy miejsca, skąd pochodził. Jan K. Ostrowski uważa, iż pochodził zapewne z południowych Niemiec lub Czech, przybył na teren Rzeczypospolitej ok. 1750 i osiedlił się w Buczaczu jako serwitor dziedzica tego miasta Mikołaja Bazylego Potockiego, starosty kaniowskiego, mecenasa sztuk na wschodnich rubieżach Rzeczypospolitej, fundatora okazałych świątyń i budowli świeckich i ich rzeźbiarskiego wystroju. 13 maja 1751 Pinsel zawarł w Buczaczu związek małżeński z Marianną Elżbietą z Majewskich Kieytową, wdową po Janie, z którą miał synów, ochrzczonych w kościele farnym w Buczaczu: Bernarda (4 czerwca 1752, jego ojcem chrzestnym był architekt Bernard Meretyn), i Antoniego (3 czerwca 1759). 24 października 1762 roku Marianna Pinslowa już jako wdowa zawarła trzeci związek małżeński z Janem Berensdorffem. Biorąc pod uwagę obowiązujący wówczas okres żałoby przez jeden rok, można wyznaczyć datę śmierci Pinsla na koniec września lub październik 1761 (najpóźniej w początku 1762). 
Pinsel tworzył w latach 1750–1761 pod protektoratem Mikołaja Bazylego Potockiego. Współpracował z jednym z największych lwowskich architektów Bernardem Meretynem. Miał pracownię w Buczaczu. Tworzył początkowo w kamieniu, dekorując wznoszone przez Meretyna budowle – ratusz w Buczaczu i sobór św. Jura we Lwowie oraz figury Niepokalanego Poczęcia Marii i św. Jana Nepomucena przy drogach w Buczaczu. Następne dzieła Pinsla to wielkie zespoły ołtarzowe wyrzeźbione w drewnie, przeznaczone dla kościołów, m.in. w Horodence (1752–1755), Hodowicy (ok. 1758) oraz w Monasterzyskach (1761). Johann Georg Pinsel wykonał również rzeźby dla kaplicy w Mariampolu, klasztoru w Sąsiadowicach, kościoła św. Marcina we Lwowie. Rzeźby i reliefy dla cerkwi św. Pokrowy w Buczaczu wiązane są z działalnością warsztatu Pinsla, działającego po śmierci artysty. Wystrój fary w Buczaczu jest również dziełem warsztatu pozostawionego przez Pinsla, przy jego wykonaniu pracował m.in. Antoni Sztyl. Natomiast snycerskie prace w kościele w Nawarii są autorstwa Piotra i Macieja Polejowskich.
Twórczość Mistrza Pinsla mieszcząca się w kręgu oddziaływania sztuki południowoniemieckiej, wyróżnia się na tle współczesnej sobie rzeźby epoki rokoka szczególną ekspresją i dramatyzmem przedstawień. Dynamika konwulsyjnie wygiętych ciał, ukazanych z całym naturalizmem napiętych mięśni, ścięgien i żył potęgowana jest poprzez pełne wyrazu traktowanie draperii, skłębionych niespokojnie wokół postaci, nieraz stanowiących wręcz samodzielny element plastyczny, modelowanych śmiało za pomocą dużych płaszczyzn ograniczonych wyraźnymi, ostrymi krawędziami. O wielkim mistrzostwie artysty świadczy umiejętność bezbłędnego komponowania wielopostaciowych grup rzeźbiarskich. Podziw budzą jego niebywała biegłość warsztatowa, znakomita znajomość materiału i absolutne opanowanie techniki.
Artysta wychował około czterdziestu uczniów i kontynuatorów swej sztuki. W XIX wieku postać Pinzla została zapomniana, a do panteonu słynnych rzeźbiarzy został przywrócony dopiero po odzyskaniu przez Polskę niepodległości po I wojnie światowej, kiedy to dwóch lwowskich historyków: Tadeusz Mańkowski i Zbigniew Hornung rozpoczęło badania nad warsztatem rzeźbiarza; ustalili oni niemal wszystkie prace przez niego wykonane.
Jan K. Ostrowski przypuszczał, że w skład warsztatu Pinsla wchodziło przynajmniej trzech artystów, których on żartobliwie określał, jako Przyjaciel Pinsla (Amico di Pinsel).
W pomieszczeniach kościoła Niepokalanego Poczęcia NMP we Lwowie urządzono staraniem Borysa Woźnickiego muzeum rzeźby Johanna Georga Pinsla.